# Monika Linkytė
Monika Linkytė (Gargždai, Lituânia; 3 de Junho de 1992) é uma cantora lituana. Representou a Lituânia no Festival Eurovisão da Canção de 2015 e voltou a fazê-lo em 2023. Além disso, em 2014, representou o seu país na New Wave e foi finalista da 2.ª edição do «Lietuvos balsas», a versão lituana do The Voice.

## Biografia
Linkytė nasceu a 3 de Junho de 1992 em Gargždai. Depois de completar os seus estudos básicos, mudou-se para Vilnius para frequentar a Universidade de Vilnius, onde estudou medicina mas saiu após três semestres. Em 2014, começou a estudar direito na mesma universidade mas em 2016 saiu para estudar educação musical no «British and Irish Modern Music», em Londres.

### Festival Eurovisão da Canção
Linkytė tentou anteriormente representar a Lituânia no Festival Eurovisão da Canção em 2010, 2011, 2012, 2013, 2014 e no Festival Eurovisão da Canção Júnior em 2007.
Em 2015, Monika participou na pré-selecção lituana desse ano para representar  o país na Eurovisão. Inicialmente Monika ia competir a solo, e assim foi até à final, onde depois de ter feito um dueto com Vaidas Baumila da canção escolhida para o festival, a rádio e televisão lituana decidiu que deveriam participar juntos devido à boa receção do público, do júri profissional e até do compositor, que instou a emissora a apresentar a canção «This Time» em dueto, Vaidas Baumila e Monika Linkytė, finalmente, depois de enfrentar Mia na final, o público e o júri decidiram que a dupla era a vencedora e seriam os representantes da Lituânia no Festival Eurovisão da Canção 2015.
Monika e Vaidas, com «This Time», interpretaram a canção na segunda semi-final onde foram um dos dez apurados para a final do festival; nesta final conseguiram obter a décima oitava posição, sendo a quarta melhor posição do país no festival; é de salientar o apoio do televoto de países como o Reino Unido, Irlanda ou Noruega, onde atribuíram a primeira posição à Lituânia, à frente de países como a candidatura sueca favorita ou a candidatura russa.
Em 2023, apresentou-se no Pabandom Iš Naujo, a pré-selecção da Lituânia para o Festival Eurovisão da Canção. Com a canção «Stay», Linkytė venceu a competição e representou o país novamente no Festival Eurovisão da Canção de 2023 com aquela música.